# Sembé (Gari-Gombo)
Pour les articles homonymes, voir Sembé (homonymie).
Sembé est un village du Cameroun situé dans le département du Boumba-et-Ngoko de la région de l'Est, précisément au niveau de l'arrondissement (commune) de Gari-Gombo.

## Population
En 1964, la population du village Sembé était de 58 habitants.
Lors du recensement 2005, le village comptait 41 habitants dont 20 hommes et 21 femmes.